# Кокосов, Владимир Яковлевич
Владимир Яковлевич Кокосов (8 [20] июля 1845, Крестовка, Пермская губерния — 17 [30] октября 1911, Нижний Новгород) — русский прозаик и врач; действительный статский советник.
Очерки и воспоминания Кокосова публиковались в разных периодических изданиях России: «Русских ведомостях», «Современнике», «Русском богатстве», «Кругозоре», «Нижегородском листке».

## Биография
Владимир Кокосов родился по одним данным 8 (20) июля 1845 года, по другим — 9 (21) июня 1845 года в семье священника Вознесенской церкви в селе Крестовском Крестовской волости Камышловского уезда Пермской губернии, ныне село Крестовка входит в Далматовский муниципальный округ Курганской области. Его отец, Иаков Ерастов (Яков Эрастович) Кокосов, умер в конце 1847 — начале 1848 года, претерпевши пытки во время «картофельного бунта». Во многих местах представителей духовной и светской власти крестьяне подвергли пыткам: обливали холодной водой и «морозили».
В 1848/1849 году его мать, Мария Марковна Кокосова, с детьми переехала к своему отцу-священнику в село Песковское Шадринского уезда Пермской губернии (ныне село Верхние Пески Катайского муниципального округа Курганской области).
В 1851—1857 годах учился в Пермском духовном училище, затем, в 1857—1861 годах — в Пермской духовной семинарии. Здесь были сильны демократические настроения и большое внимание уделялось естественным наукам и риторике, что определило направленность литературной и общественной деятельности писателя.
В 1861 году Кокосов был исключен из семинарии по нерадению к учению и неблагонадежности — за участие в кружке, имевшем подпольную библиотеку и распространявшем газету «Колокол» и альманах «Полярная звезда». По увольнении из неё прожил год в селе, исполняя обязанности псаломщика в приходе своего дедушки-священника, планировал рукополагаться в диаконы. Приехав с этой целью в Пермь, он встретился с однокурсниками, которые уговорили его ехать вместе учиться в Казань. Устроившись помощником кочегара на пароход, добрался до Казани. В 1862-63 годах он жил в Казани, готовясь к экзаменам. Здесь Кокосов был вольнослушателем и посещал лекции большинства факультетов Казанского университета, медицинский чаще других.
В августе 1863 года он переехал в Санкт-Петербург, работал грузчиком, занимался разгрузкою дров. Заболел тифом и долгое время он пролежал в клинике профессора С.П. Боткина. По выздоровлении в Александро-Невской лавре он встретился с давним знакомым Ф.М. Решетниковым, а через него познакомился с Н.Г. Помяловским. Вместе они присутствовали на гражданской казни Н.Г. Чернышевского.
В 1865 году, самостоятельно подготовившись к экзаменам, со второго раза выдержал экзамен при частной гимназии и получил аттестат. Поступил в Императорскую медико-хирургическую академию, которую окончил в 1870 году. Как казённый стипендиат, обязан был отслужить государству за 3 года учёбы 5 лет службы (3 года — за стипендию и 2 года — за бесплатное слушание лекций).
В январе 1871 года прикомандирован к Восточно-Сибирскому окружному военно-медицинскому управлению, с августа 1871 года служил в Иркутском военном госпитале.
С февраля 1871 года по 1874 год лекарь на Карийских золотых промыслах и в Восточно-Сибирском линейном батальоне. В 1874—1881 годах — врач на Карийской каторге в Нерчином округе Забайкальской области, здесь сблизился с политическими ссыльными, принимал меры для облегчения их участи. С 1875 года — в должности старшего врача при Управлении Нерчинскими ссыльнокаторжными. Его участок занимал десятки километров с населением около пяти тысяч человек.
С конца октября 1881 года — старший врач 2-го военного отдела Забайкальского казачьего войска, станица Акша; с 1883 года коллежский советник. Заведовал участком в 1500 верст.  Участвовал в ликвидации чумных заболеваний и первым предположил, что разносчиками чумы являются тарбаганы.
В 1890—1897 годах — ординатор, затем главный врач, начальник Читинского военного полугоспиталя одновременно выполняя обязанности тюремного врача, преподавал в военно-фельдшерской школе. Одновременно, с 1893 года — помощник председателя статистического комитета Забайкальской области. Член Забайкальского общества врачей и Читинского отделения Русского географического общества. В 1897 году вернулся в Акшу.
В 1903 году Кокосов переехал в Центральную Россию, продолжил свою врачебную практику в должности бригадного врача. Служил врачом в Воронеже, Бобруйске, Минске, с 8 (21) июля 1906 года — в Нижнем Новгороде, в 1907 вышел в отставку.
Умер 17 (30) октября 1911 года в городе Нижнем Новгороде Нижегородской губернии, ныне город — административный центр Нижегородской области. Похоронен на кладбище Крестовоздвиженского монастыря города Нижний Новгород[уточнить]. Могила была отнесена к подлежащим охране государством, но 14 июня 1935 года горисполком отвёл территорию бывшего Крестовоздвиженского монастыря вместе с кладбищем под постройки зданий медицинского института и парк. Комиссия при Президиуме Горьковского Крайисполкома 19 августа 1935 года постановила: бывший Крестовоздвиженский монастырь ликвидировать на снос. Могилы П. И. Мельникова-Печерского и И. П. Кулибина были перенесены, а судьба могилы В. Я. Кокосова неизвестна.

## Творчество
К середине 1870-х годов относится первая попытка литературного творчества — стихотворная быль «Заурядчина» (текст не обнаружен), изобличавшая казнокрадов, самодуров, издевавшихся над каторжанами; имела большой успех у политических ссыльных, распространялась в списках.
Первое выступление в печати — очерки «Об истреблении волков в Акшннском округе Забайкальской области»(«Охотничья газета», 3 декабря 1894; 18 марта 1895), «О бегунах Забайкалья» («Приамурские ведомости», 15 января 1895) и др. В 1895 опубликовал исследование «Дарасунскне минеральные воды и грязи».
В 1900 предложил в «Исторический вестник» и «Русское богатство» написанные на основе дневников рассказы из цикла «Воспоминания врача о Карийской каторге». Из-за цензурных препятствий первый рассказ «Не наш» опубликован в 1902 году (Русское богатство, № 5).
В последующие годы опубликовано более шестидесяти рассказов и очерков в «Русском богатстве», «Русских ведомостях», «Нижегородском листке» и др., вошедших в сборникики «Не наш»" (М., 1907) и «Рассказы о Карийской каторге». (СПб., 1907).
В последние годы жизни подготовил к печати 2-й том «Воспоминаний о Карийской каторге» и сборник «Очерки и рассказы» (оба не изданы). В архиве сохранилось много неопубликованных произведений и «Историческое описание Забайкалья и Приамурья», составленное на основе изучения им Читинских архивов.

### Книги
- Кокосов В.Я. Об истреблении волков в Акшннском округе Забайкальской области. — Чита, 1894. — 7 с.[5]
- Кокосов В.Я. Дарасунскне минеральные воды и грязи. — Чита: тип. Забайк. обл. правл., 1895. — 28 с.[6]
- Кокосов В.Я. Не наш. — М.: Посредник, 1907. — 24 с.[7]
- Кокосов В.Я. Рассказы о Карийской каторге. — СПб.: ред. журн. «Русское богатство», 1907. — 319 с.[8]
- Кокосов В.Я. На Карийской каторге / Ред.-сост. и вступит статья Е.Д. Петряева. — Чита: Кн. изд., 1955. — 158 с. — 15 000 экз.[9]

## Награды
- Императорский орден Святого равноапостольного князя Владимира IV степени
- Императорский орден Святой Анны II степени
- Императорский и Царский Орден Святого Станислава II степени
- Императорский орден Святой Анны III степени
- Императорский и Царский Орден Святого Станислава III степени
- В начале XX века, после перевода военврача в Европейскую часть Российской империи, Владимир Яковлевич получил письмо от жителей одного забайкальского села. Они жаловались, что они просили разрешения назвать село «Кокосово» или «Кокосовка», но начальство не разрешило. Тогда, писали они, они решили сделать в церкви «придел святого Владимира»[10].

## Память
- После смерти Владимира Яковлевича две Нижегородские газеты — «Волгарь» и «Нижегородский листок» — опубликовали некрологи, где признавалась большая общественная значимость трудов В. Я. Кокосова.
- В Акше сохранился дом, в котором жил Кокосов, 29 сентября 1982 года на доме установлена мемориальная доска.
- В фонде редких книг Читинской областной научной библиотеки им. А. С. Пушкина хранятся медицинские издания, подаренные Кокосовым библиотеке Читинского отделения РГО[11].

## Семья
- Дед, Ераст Терентьев Кокосов, переехал из Владимирской губернии, священник Знаменской церкви села Бобровского Ирбитского уезда Пермской губернии, ныне село в Слободо-Туринском районе Свердловской области
- Бабушка, Матрона Иоаннова Кокосова (?—1868)
  - Дядя, Иоанн Ерастов (1822/1823 — после 1882), эконом в Пермской духовной семинарии, с 1853 года иеромонах Верхотурского мужского монастыря Иоанникий[12].
  - Отец, Иаков Ерастов (Яков Эрастович) Кокосов (?—1847/48), священника Вознесенской церкви в селе Крестовском. Венчался 18 (30) апреля 1840 года в Богородицкой церкви с. Песковского.
- Прапрадед, Иван Семенов Флоринский, дьякон в селе Флоровском Юрьевского уезда Владимирской губернии, ныне село Фроловское Владимирской области[13].
  - Прадед, Яков Иванов Флоринский, дьякон в селе Флоровском.
    - Дед, Марк Яковлев Флоринский (1800—19 февраля (2 марта)  1872 года), с 1820 года дьякон в селе Флоровском, в 1837 году та церковь сгорела. В 1838 году он, по приглашению родственника жены архиепископа Аркадия, поступил в Пермскую епархию и стал священником церкви во имя иконы Казанской Божией Матери в селе Песковском (ныне село Верхние Пески Катайского муниципального округа Курганской области)[14].
    - Бабушка, Мария Андреева Флоринская (урожд. Фёдорова, 1803—1883), родственница архиепископа Пермского и Верхотурского Аркадия.
      - Тётя, Александра Маркова (1830—1891), жена священника Введенской церкви села Верхтеченского дьяческого сына Антиоха Сильванова (Силиванова). У них 7 дочерей и сын Петр, который с 1884 года служил в Иоанно-Предтеченской церкви села Верхтеченского.
      - Дядя, Иван Марков Флоринский (1832—1892), настоятель церкви в Шлиссельбургской крепости. Жена Августа Петрова, сын Аркадий.
      - Дядя, Василий Маркович Флоринский (16 (28) февраля 1834 года — 3 (15) января 1899 года), дворянин, профессор Медико-хирургической академии г. Санкт-Петербурга, затем  Казанского университета.
      - Дядя, Семен Марков Флоринский (1836—1880), с 1867 года священник в селе Песковском, с 1877 года священник в церкви Николая Чудотворца села Скатинского. Жена Александра Алексеева. Дети: Василий, Владимир, Алексей и Сергей.
      - Дядя, Иван Марков Флоринский (1837—1894), священник в Покровской церкви села Першинского.
      - Мать, Мария Маркова Кокосова (1827—?)
- Брат Николай (20 июня (2 июля)  1841 года — 1842/43)
- Брат Александр (18 (30) ноября 1842 года — ок. 1910), дьякон в селе Ушаковском. Жена Агриппина Николаевна.
  - Племянник Павел Александрович Кокосов (1873—?), псаломщик в селе Никитинском.
- Брат Иоанн (24 февраля (8 марта)  1847 года — 14 (27) февраля 1905 года), с 1877 года священник в селе Песковском. Жена Александра Николаевна (урожд. Топоркова), дочь священника села Вознесенского
  - Племянник Владимир Иванович Кокосов (1871—1944), частный поверенный (адвокат) по судебным гражданским делам. Его дети: Мария, Екатерина, Геннадий, Борис, Александр.
  - Племянница Валентина Ивановна Ладыжникова (1874—1944), учительница. Муж Пётр Павлович Ладыжников, сын псаломщика, учитель. Их дети Валентина Ястебова и Мария Богомолова, учительницы.
  - Племянник Михаил Иванов Кокосов (1876—1908), врач в Далматовской земской больнице. Жена Александра Николаевна Флавианова (?—1964), сын Николай (1907—1961), кандидат экономических наук[15].
  - Племянник Иван Иванович Кокосов (1879—1948), комиссар труда в Сибревкоме, затем заведовал московским прмстройпроектом.
  - Племянница Александра Ивановна Пантуева (1879—1973), муж Пантуев Александр Северьянович, священник в селе Песковском (1905—1918). Дети: Борис, Николай, Вера, Нина и Сергей.
  - Племянник Геннадий Иванов Кокосов (1882—1907), революционер—большевик.
  - Племянница Антонина Ивановна Черемухина (1884—1922), фельдшер в г. Далматово. Муж Черемухин Михаил Григорьевич, священник в селе Нижнеполевское, затем бухгалтер. Дети: Нина, Екатерина, Елена.
  - Племянник Аркадий Иванович Кокосов (1886—1966), заведующий земским начальным училищем в селе Ключевском, после революции — землеустроитель. Жена Августа Алексеевна, дочь Тамара, учительница и сын Георгий, погиб на фронте.
- Жена Юлия Семёновна, дочь политического ссыльного Семёна Киселева. В 1926 году Центральная комиссия по назначению персональных пенсий и пособий при Народном комиссариате социального обеспечения РСФСР назначила ей персональную пенсию в 30 рублей за заслуги её мужа.
  - 9 детей, в т.ч 5 сыновей и 4 дочери:
  - Сын, погиб на скачках
  - Сын, погиб в сражениях Первой мировой войны
  - Сын, погиб в сражениях Первой мировой войны
  - Сын Владимир (1886—1944), прапорщик царской армии, с 1918 по 1936 год служил в Рабоче-крестьянской Красной армии, затем директор средней школы № 43 города Горького. Арестован в 1938 году. Приговорён по статье 58-10 ч.1. к 5 годам ИТЛ. После освобождения работал учителем в средней школе с. Борисово-Покровское Дальне-Константиновского района Горьковской области. Его сыновья, Лев и Борис, стали офицерами Советской Армии.
  - Дочь Мария
  - Дочь Серафима, врач в Нижнем Новгороде
  - Сын Виктор (1889—10 ноября 1938, расстрелян) служил в Рабоче-крестьянской Красной армии, затем заведующий информационным отделом редакции газеты «Горьковская Коммуна». Арестован 28 декабря 1937 года. Приговорен по статьям 58-6 и 58-8 к высшей мере наказания.
    - Внук Ростислав Викторович (14.04.1923 - 27.07.1995), врач, хирург,  награждён Орденом Красной Звезды)
    - Внучка Лариса Викторовна 
      - Правнук Виктор Николаевич Кокосов (род. 1963), член Союза писателей России

  - Дочь Вера, в замужестве Сперанская (23.12.1902 - 23.10.1992)
  - Внук Николай Николаевич Сперанский
  - Внук Владимир Николаевич Сперанский (12.08.1941 - 09.08.1979) кандидат исторических наук, доцент Горьковского университета им. Лобачевского.